# Marian Leon Bielicki
Marian Leon Bielicki (ur. 5 czerwca 1920 w Wilnie, zm. 8 kwietnia 1972 w Warszawie) – polski pisarz, eseista, dziennikarz, tłumacz języka rosyjskiego.

## Życiorys
Studiował filologię polską na Uniwersytecie Wileńskim. W czasie II wojny światowej przebywał w Związku Radzieckim, gdzie był działaczem Związku Patriotów Polskich. Wydawał powieści sensacyjne pod pseudonimem Stefan Lemar.

## Twórczość
- 1951 - Bakteria 0.78 (powieść science fiction)
- 1955 - Dżuma rusza do ataku (powieść science fiction)
- 1957 - Opowieści Szidikura : baśnie i legendy Tybetu
- 1959 - Lacho z rodu Ha (powieść dla młodzieży)
- 1961 - Gorycz sławy (powieść dla młodzieży)
- 1962 - Moje skarby w kosmosie, czyli powieść pozornie fantastyczna (powieść science fiction)
- 1966 - Zapomniany świat Sumerów (monografia)
- 1969 - Chłopiec z glinianą tabliczką (opowieść dla dzieci)
- cykl:
  - 1963 - Gdzie jesteś, Małgorzato ?
  - 1964 - Małgorzata szuka siebie
  - 1965 - Małgorzaty droga powrotu